# Denominazione di origine protetta (Svizzera)
In Svizzera, la denominazione di origine protetta DOP (in francese appellation d'origine protégée, AOP) è un'indicazione geografica che tutela l'origine e la qualità dei prodotti alimentari tradizionali diversi dai vini (i vini hanno un'altra etichetta chiamata denominazione di origine controllata, DOC; in francese appellation d'origine contrôlée, AOC).
In passato, la certificazione DOC veniva utilizzata sia per i vini che per altri prodotti alimentari. Nel 2013, per adeguarsi al sistema dell'Unione Europea, la DOC è stata sostituita dalla DOP per i prodotti agricoli diversi dal vino.

## Denominazione di origine protetta e controllata in Svizzera
La denominazione di origine protetta certifica che «tutto, dalla materia prima alla lavorazione e al prodotto finale, proviene da una regione di origine ben definita».
La denominazione di origine controllata (DOC) certifica i vini.

## Prodotti
- Abricotina[2]
- Cardon épineux genevois[2]
- Damassino [2]
- Eau de vie de poire du Valais[3]
- Munder Safran[2]
- Poire a Botzi
- Ribel Rheintal[2]
- Walliser roggenbrot Pain de siegle valaisan
- Eau-de-vie de poire du Valais[2]
- Zuger / Rigi Kirsch[2]

Formaggi
- Berner Alpkäse
- Emmentaler
- L'Etivaz
- Formaggio d'alpe ticinese
- Glarner Alpkäse
- Gruyère
- Raclette del Vallese
- Sbrinz
- Tête de Moine
- Vacherin friborghese
- Vacherin Mont-d'or
- Raclette Walliser
- Bloderkäse-Sauerkäse

### Candidati DOP
- Boutefas
- Huile de noix de Sévery
- Jambon de la borne
- St.Galler Alpkäse